# Platypalpus w-maculatus
Platypalpus w-maculatus är en tvåvingeart som beskrevs av Smith 1962. Platypalpus w-maculatus ingår i släktet Platypalpus och familjen puckeldansflugor. Inga underarter finns listade i Catalogue of Life.